# Topiary

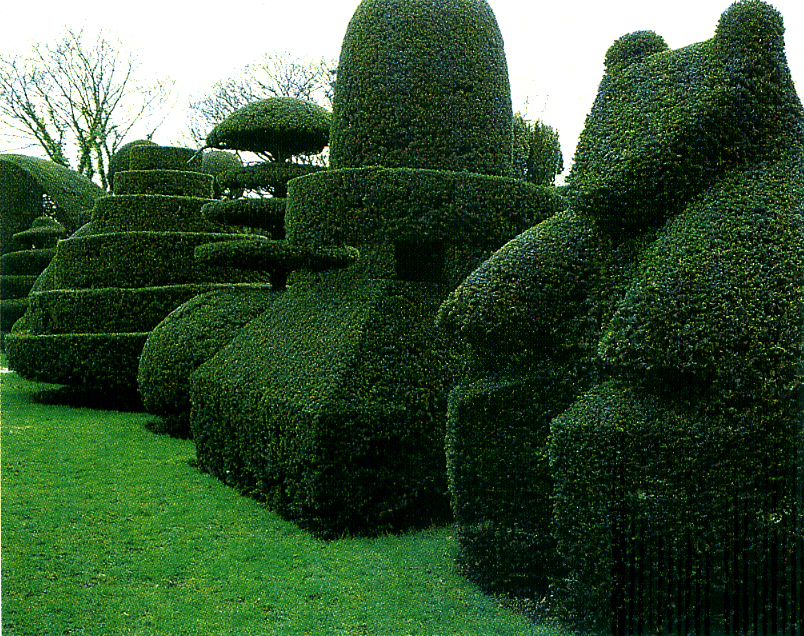
Topiary w Beckley Park, Oxfordshire

Topiary – rośliny o kształcie ostatecznie uformowanym przez człowieka, hodowane w celach ozdobnych oraz do kształtowania architektury przestrzeni. Znane są od starożytności, spotykane są w różnych formach i kształtach, od najprostszych aż po najbardziej wymyślne. Jedną z najczęściej spotykanych form topiarów jest żywopłot. W architekturze wykorzystuje się je do formowania przestrzeni otwartych.

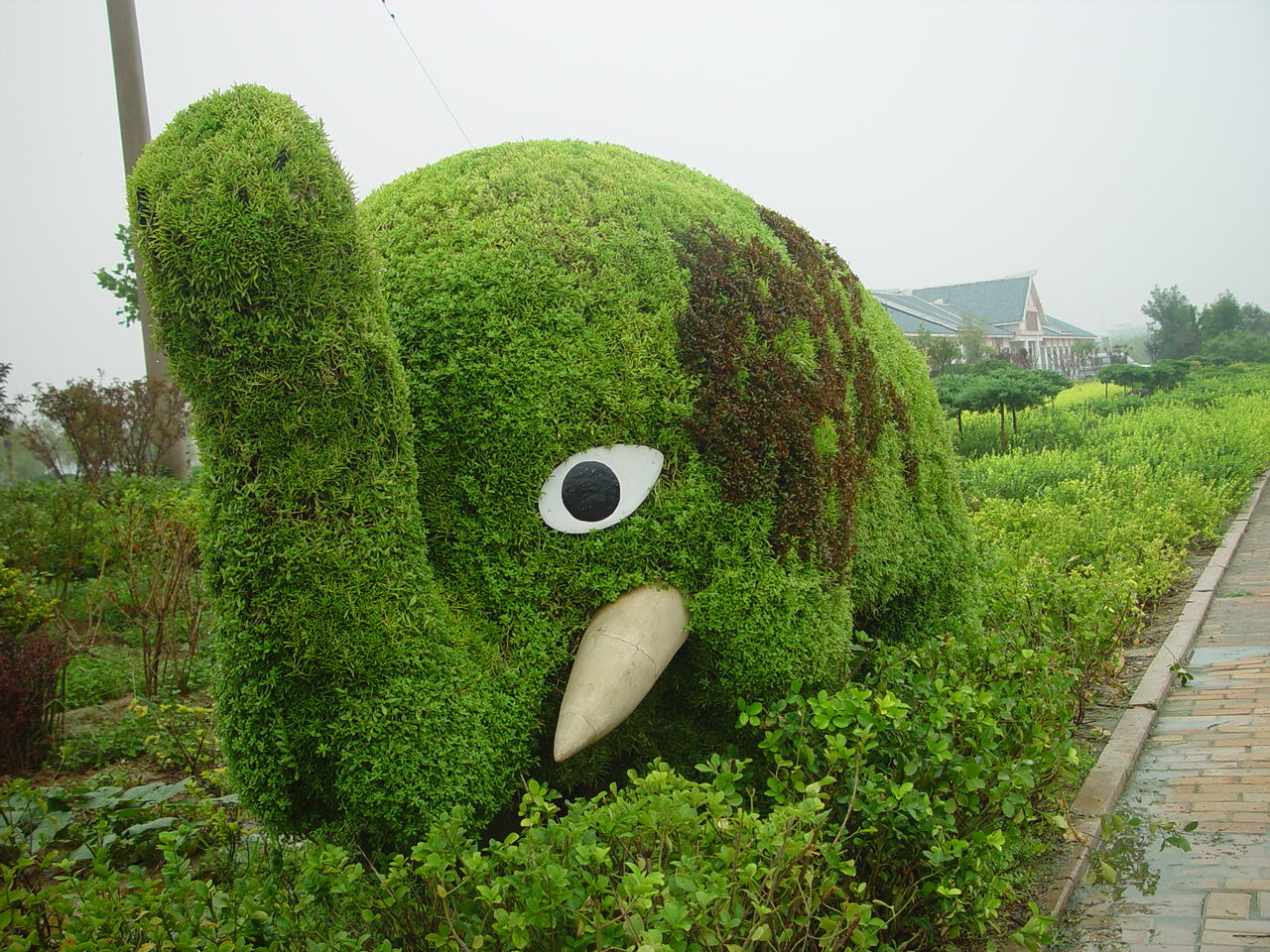
Topiar w kształcie słonia

## Historia
Sztuka kształtowania roślin znana była już w starożytności, prawdopodobnie w starożytnym Egipcie. Początkowo proste formy zaczęły przyjmować coraz bardziej wymyślne kształty. W starożytnym Rzymie istniał nawet zawód związany z kształtowaniem roślin – topiarius. Sztuka zanikła na kilka wieków, by powrócić w XVI w. w ogrodach należących do bogatych rodzin. Wtedy powstały podstawowe kształty: kule, stożki, spirale, które są stosowane do dziś. Po spadku popularności w XVIII w., ponownie zainteresowano się nimi w XIX w.

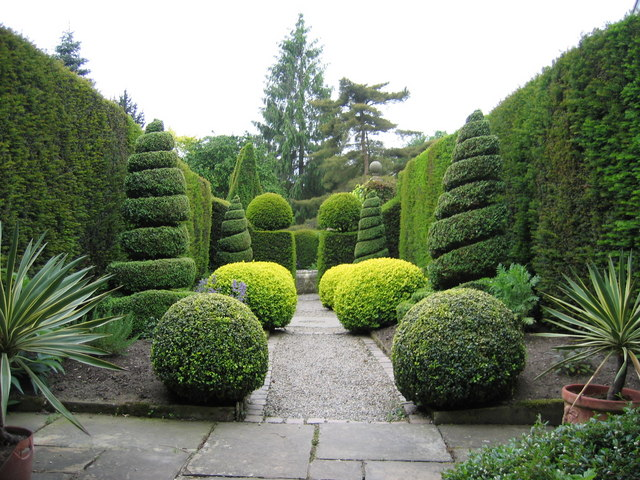
Topiary w Herb Garden, York

## Rodzaje
Pierwotnie najczęstszym sposobem formowania roślin było strzyżenie korony drzew i krzewów. W miarę rozwoju sztuki pojawił się inny, przenośny rodzaj topiarów, niezwiązany z gruntem, wykonany przy pomocy siatek i ram, które pozwalały na uformowanie praktycznie dowolnej bryły, w tym najbardziej wymyślne i skomplikowane, np. zwierzęta. Inną metodą wykonania topiarów jest kształtowanie i odpowiednie prowadzenie pędów roślin, zwane espalier, prowadzone przy ogrodzeniach, ścianach budynków lub na linach.

## Formy
Istnieją trzy podstawowe formy:
- topiary geometryczne (architektoniczne): wielościany, graniastosłupy, bryły obrotowe itp. oraz kombinacje powyższych,
- amorficzne (bezkształtne), których kształt zależy wyłącznie od projektanta; często ich forma jest fantazyjna lub odrealniona,
- figuralne (zwierzęta, postacie), stosowane są jako akcent w ogrodzie, spotyka się również formy zgrupowane. Często spotykane są w parkach tematycznych, gdzie stanowią część ekspozycji.

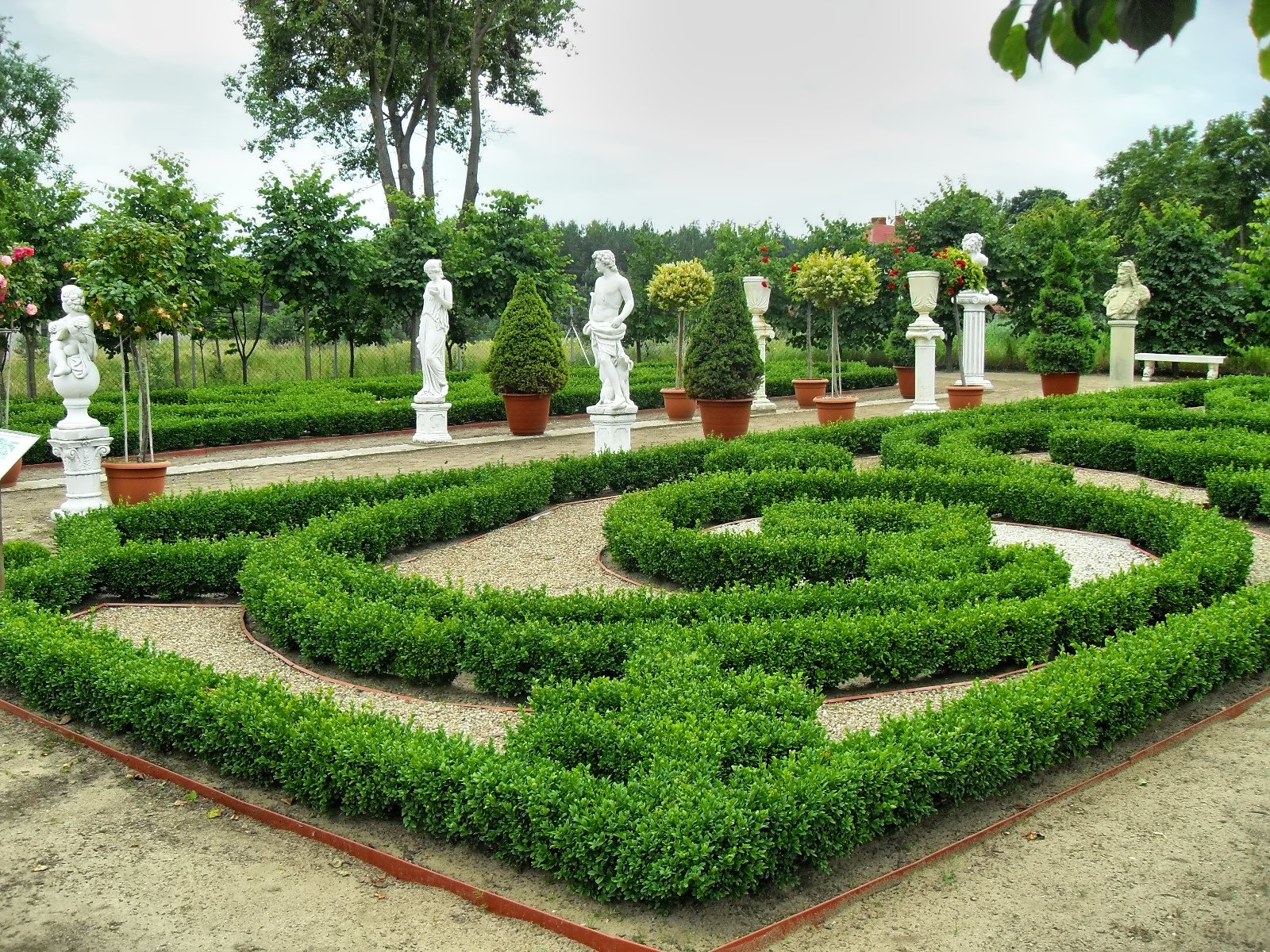
Topiary na Kociewiu

## Rośliny
Do wykonania topiarów używa się zarówno drzew, jak i krzewów, przy czym preferowane są te, które są wiecznie zielone lub najdłużej zachowują zieloność, np. drzewa i krzewy iglaste. Do najczęściej używanych należą: bukszpan wieczniezielony, cis pospolity, żywotnik, ligustr pospolity, bluszcz pospolity oraz drzewa: klony, buki i graby. Uformowanie rośliny do uzyskania pożądanego kształtu może trwać kilka lat, a cięcia wykonuje się średnio 3 razy w roku.